# Leptanthura geocostarioi
Leptanthura geocostarioi is een pissebed uit de familie Leptanthuridae. De wetenschappelijke naam van de soort is voor het eerst geldig gepubliceerd in 1991 door Negoescu.